# Andoni Zubizarreta
Andoni Zubizarreta Urreta (Vitoria, Álava, 23 de octubre de 1961) es un exfutbolista y director deportivo español que jugó como portero. Desde mayo de 2024 es director deportivo del F. C. Porto de Portugal. Anteriormente, también ocupó el cargo de director deportivo en el Olympique de Marsella, F. C. Barcelona y el Athletic Club. Además es colaborador en Movistar+.
Como futbolista, jugó como portero y desarrolló su carrera profesional en cuatro clubes españoles: Deportivo Alavés, Athletic Club, F. C. Barcelona y Valencia C. F. En su carrera deportiva disputó 959 partidos oficiales entre el Athletic Club (239), F. C. Barcelona (410), Valencia (184) y la selección española absoluta (126). Es el futbolista, junto con Joaquín, con más partidos disputados en la historia de primera división con 622 encuentros, todos ellos como titular, en los que encajó 625 goles.
Es el sexto jugador con más internacionalidades con la selección de fútbol de España, con la que disputó 126 partidos, tan solo superado por Iker Casillas, Xavi Hernández, Sergio Busquets, Sergio Ramos y Andrés Iniesta.

## Biografía

### Jugador
Andoni Zubizarreta nació en Vitoria, el 23 de octubre de 1961. Sin embargo, es natural de la localidad guipuzcoana de Arechavaleta. Su nacimiento en Vitoria se debió a la falta en aquella época de un centro salud que estuviera más cerca de su pueblo. Andoni vivió durante su infancia y adolescencia en Arechavaleta y se inició de hecho jugando al fútbol en el equipo de su pueblo, la Unión Deportiva Aretxabaleta, con el que debutó como futbolista sénior jugando en categoría regional.
En 1978 fichó por el Deportivo Alavés de Vitoria, que por aquel entonces militaba en la segunda división española, aunque fue integrado en su equipo filial, el Alavés Aficionados, de tercera división. En Vitoria, Zubizarreta comenzó a hacerse un nombre como promesa en el fútbol español al empezar a entrar habitualmente en las convocatorias de la selección española juvenil. Importantes equipos de la Liga española empezaron a seguir a Zubizarreta.
El Alavés, necesitado de dinero, llegó a un acuerdo en agosto de 1980 para venderlo al Athletic Club a cambio de 30 millones de pesetas y un partido amistoso. El jugador seguiría cedido una temporada más en el Alavés, como recambio del portero titular Basauri. A lo largo de la temporada 1980-81 fue repescado por el Athletic Club e ingresado en su filial, el Bilbao Athletic, con el que jugó algunos partidos durante esa temporada.

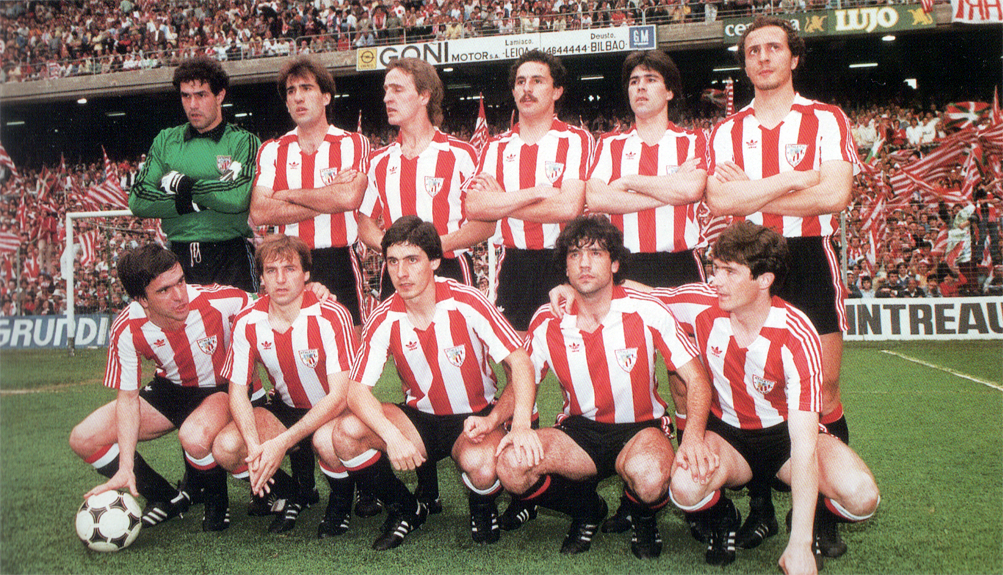
Zubizarreta como portero del Athletic Club en la temporada 1983-84.

Se integró en la primera plantilla del Athletic de cara a la temporada 1981/82, segunda temporada sin Iribar en el equipo. Debutó en la Primera división española con el Athletic Club el 19 de septiembre de 1981 en el partido Atlético de Madrid 2:0 Athletic. Se inició en ese momento un periplo de 17 temporadas consecutivas como portero titular e indiscutible en varios equipos de la Primera División.
Defendió la portería del Athletic Club durante varias temporadas, siendo el portero titular del legendario Athletic que, con Javier Clemente en el banquillo, conquistó dos Ligas consecutivas, en las temporadas 1982-1983 y 1983-1984, una Copa del Rey (1984) y una Supercopa de España (1984). Durante la temporada 1983-84 logró el récord de imbatibilidad vigente del club al permanecer sin encajar gol durante 661 minutos al no encajar gol entre el 9 de noviembre y el 17 de diciembre.
Desde el año 1983 empezó a acudir con regularidad a las convocatorias de la selección española, si bien, Luis Arconada fue el guardameta titular hasta abril de 1985. En 1986, tras disputar el Mundial de México (1986), considerado ya el mejor portero de España y uno de los mejores porteros del mundo, fichó por el Fútbol Club Barcelona, club donde conseguiría su plenitud futbolística y sus mayores éxitos profesionales.
El club catalán pagó 150 millones de pesetas y traspasó a Vicente Biurrun al equipo bilbaíno. Cerró su etapa en el club vasco tras haber disputado 239 partidos oficiales con el equipo bilbaíno. A su llegada al club catalán, fue titular por delante del ídolo local Urruti. Finalmente, acabó demostrando su valía gracias a la confianza del técnico inglés Terry Venables, y pudo desarrollar una gran temporada, la 1986-1987, en la que acabó ganando el Trofeo Zamora, al ser el portero menos goleado de la Liga española de fútbol. Fue un portero sobrio, poco dado a los adornos estéticos, pero destacaba por su gran sentido de la colocación, su seguridad, el dominio del juego aéreo, y su gran carácter y personalidad. Fue uno de los líderes del F. C. Barcelona, y capitán del equipo durante varias temporadas. Su punto más débil era el juego con los pies, faceta en la que tuvo que mejorar mucho a partir de 1988 cuando Johan Cruyff, nuevo técnico barcelonista, implantó un sistema de juego muy ofensivo que obligaba a Zubizarreta a jugar muy adelantado. En la temporada 1993-94 Cruyff le dejó en varias ocasiones en el banquillo para alinear a Carlos Busquets.

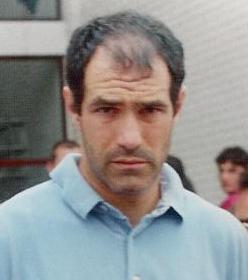
Zubizarreta en 1996.

Los ocho años en que defendió la portería del Barcelona son considerados el período más brillante de la historia del club hasta la llegada de Pep Guardiola al banquillo culé. Fueron los años del llamado "Dream Team" de Johan Cruyff, en los que compartió vestuario con jugadores como Guillermo Amor, José Mari Bakero, Ronald Koeman, Michael Laudrup, Hristo Stoichkov, Josep Guardiola, Albert Ferrer o Romário. El equipo conquistó, entre otros títulos, cuatro ligas consecutivas y la primera Copa de Europa de su historia.
Abandonó el club en 1994, tras la final de la Copa de Europa de Atenas que el F. C. Barcelona perdió ante el AC Milan por 4-0. El vicepresidente le comunicó su salida en el autobús del equipo, al día siguiente de la final, ya que Cruyff quería fichar a un nuevo portero que, finalmente, fue Julen Lopetegui. Su marcha se consideró injusta porque, después de 410 partidos en el equipo catalán, se le dio una salida sin ningún tipo de reconocimiento y de manera precipitada. Su marcha dejó un vacío en la portería que el club barcelonista tardó mucho en cubrir.
Tras verse obligado a salir del F. C. Barcelona en 1994, fichó por el Valencia CF. En el club valenció rindió cuatro temporada más a buen nivel. La encuesta realizada por la revista "Don Balón" en el año 1997, entre los porteros titulares y suplentes de los equipos de la Liga Española, lo designó como el mejor portero de España. Se retiró como jugador en activo en 1998 habiendo acumulado un impresionante palmarés y con el récord de haber sido el primer jugador de la historia en haber jugado más de 50.000 minutos en la Liga española. En total disputó 622 partidos en primera división, en los que solo encajó 625 goles.
Su despedida del fútbol profesional fue durante la Copa Mundial de Fútbol de 1998 y tuvo un cierto regusto amargo, ya que la selección española tuvo un pobre papel y fue incapaz de superar la primera fase tras ser derrotada por Nigeria y no pasar del empate frente a Paraguay. Además Zubizarreta, titular en los tres partidos que jugó la selección, tuvo una desafortunada intervención en el primer partido frente a Nigeria al marcarse un autogol, lo que le hizo ser blanco de las críticas de periodistas y aficionados. Tras la eliminación del Mundial, anunció su retirada del fútbol, después de haber disputado su cuarto mundial con la selección.

### Director deportivo y comentarista
Después de su retirada, fue director general deportivo del Athletic Club durante tres temporadas (2001-2004). En julio de 2010, con la llegada de Sandro Rosell a la presidencia del F. C. Barcelona, fue nombrado director deportivo del club azulgrana, en sustitución de Txiki Begiristain. Ocupó dicho cargo durante 4 años y medio, tiempo en el cual el equipo ganó numerosos títulos, hasta que fue despedido en enero de 2015. También es socio de la empresa Makeateam.
En septiembre de 2015 se incorporó a beIN Sports para comentar y analizar partidos de fútbol, puesto que dejó en octubre de 2016 para ser director deportivo del Olympique de Marsella.

## Selección
Entre 1979 y 1984 fue internacional sub-21 en diecisiete ocasiones. Con este equipo logró el subcampeonato de Europa de la categoría en 1984.
Zubizarreta fue durante casi un decenio, capitán y portero titular de la selección nacional. Su debut como internacional fue el 23 de enero de 1985, en el partido España 3–1 Finlandia disputado en Alicante.
Fue el primer internacional español en alcanzar las 100 internacionalidades, ostentando el récord de ser el jugador con más internacionalidades (126) de la selección española, hasta el 15 de noviembre de 2011, cuando fue superado por el también cancerbero y capitán Iker Casillas.
Fue varias veces internacional con la Selección de Euskadi, en partidos amistosos. 

### Participaciones en fases finales
| Torneo              | Sede                | Resultado        | Partidos | Goles recibidos |
| ------------------- | ------------------- | ---------------- | -------- | --------------- |
| Eurocopa 1984       | Francia             | Subcampeona      | 0        | 0               |
| Copa del Mundo 1986 | México              | Cuartos de final | 5        | -4              |
| Eurocopa 1988       | Alemania Occidental | Primera fase     | 3        | -5              |
| Copa del Mundo 1990 | Italia              | Octavos de final | 4        | -4              |
| Copa del Mundo 1994 | Estados Unidos      | Cuartos de final | 4        | -4              |
| Eurocopa 1996       | Inglaterra          | Cuartos de final | 4        | -3              |
| Copa del Mundo 1998 | Francia             | Primera fase     | 3        | -4              |

## Estadísticas
Andoni Zubizarreta ha disputado a lo largo de su carrera un total de 1.024 partidos oficiales, desglosado por clubes y tipo de competición de la siguiente manera:

### Desglose Partidos Oficiales por Clubes y Competición
|                        | Liga 1.ª | Liga 2.ªB | Copa | Copa Liga | SuperC. España | Copa Europa | Recopa Europa | Copa UEFA | SuperC. Europa | Copa Latina/Ferias | Copa InterC. | TOTAL |
| ---------------------- | -------- | --------- | ---- | --------- | -------------- | ----------- | ------------- | --------- | -------------- | ------------------ | ------------ | ----- |
| Deportivo Alavés       | 0        | 0         | 4    | 0         | 0              | 0           | 0             | 0         | 0              | 0                  | 0            | 4     |
| Bilbao Athletic        | 0        | 7         | 0    | 0         | 0              | 0           | 0             | 0         | 0              | 0                  | 0            | 7     |
| Athletic de Bilbao     | 169      | 0         | 46   | 8         | 2              | 6           | 0             | 8         | 0              | 0                  | 0            | 231   |
| F.C. Barcelona         | 301      | 0         | 32   | 0         | 8              | 27          | 21            | 16        | 4              | 0                  | 1            | 410   |
| Valencia, C.F.         | 152      | 0         | 26   | 0         | 0              | 0           | 0             | 6         | 0              | 0                  | 0            | 184   |
| Internacional absoluto | -        | -         | -    | -         | -              | -           | -             | -         | -              | -                  | -            | 126   |
| Internacional Sub23    | -        | -         | -    | -         | -              | -           | -             | -         | -              | -                  | -            | 23    |
| Internacional Sub21    | -        | -         | -    | -         | -              | -           | -             | -         | -              | -                  | -            | 17    |
| Internacional Sub19    | -        | -         | -    | -         | -              | -           | -             | -         | -              | -                  | -            | 1     |
| Internacional Sub18    | -        | -         | -    | -         | -              | -           | -             | -         | -              | -                  | -            | 12    |
| Selección Olímpica     | -        | -         | -    | -         | -              | -           | -             | -         | -              | -                  | -            | 1     |
| TOTAL:                 | 622      | 7         | 108  | 8         | 10             | 33          | 21            | 30        | 4              | 0                  | 1            | 1.024 |

Fuentes:
https://www.athletic-club.eus/jugadores/andoni-zubizarreta-urretahttps://www.ciberche.net/histoche/jugador?player=97https://www.wikiwand.com/es/Anexo%3AJugadores_con_m%C3%A1s_partidos_del_F%C3%BAtbol_Club_Barcelona

### Desglose partidos y goles recibidos por clubes, competición y temporada
| Temp.   | Club            | Categoría  | Liga  | Liga | Liga | Liga | Liga  | Copa  | Copa  | C.Europa | C.Europa | Recopa | Recopa | Copa UEFA | Copa UEFA | Supercopa España | Supercopa España | Supercopa Europa | Supercopa Europa | Copa de la Liga | Copa de la Liga | Copa Intercontinental | Copa Intercontinental |
| Temp.   | Club            | Categoría  | Part. | G    | E    | P    | Goles | Part. | Goles | Part.    | Goles    | Part.  | Goles  | Part.     | Goles     | Part.            | Goles            | Part.            | Goles            | Part.           | Goles           | Part.                 | Goles                 |
| ------- | --------------- | ---------- | ----- | ---- | ---- | ---- | ----- | ----- | ----- | -------- | -------- | ------ | ------ | --------- | --------- | ---------------- | ---------------- | ---------------- | ---------------- | --------------- | --------------- | --------------------- | --------------------- |
| 1977/78 | Aretxabaleta    | Regional   | -     | -    | -    | -    | -     | 0     | 0     | 0        | 0        | 0      | 0      | 0         | 0         | 0                | 0                | 0                | 0                | 0               | 0               | 0                     | 0                     |
| 1978/79 | Alavés Afic.    | 3.ª Div.   | -     | -    | -    | -    | -     | 0     | 0     | 0        | 0        | 0      | 0      | 0         | 0         | 0                | 0                | 0                | 0                | 0               | 0               | 0                     | 0                     |
| 1979/80 | Alavés Afic.    | 3.ª Div.   | -     | -    | -    | -    | -     | 0     | 0     | 0        | 0        | 0      | 0      | 0         | 0         | 0                | 0                | 0                | 0                | 0               | 0               | 0                     | 0                     |
| 1980/81 | Dep. Alavés     | 2.ª Div.   | -     | -    | -    | -    | -     | 0     | 0     | 0        | 0        | 0      | 0      | 0         | 0         | 0                | 0                | 0                | 0                | 0               | 0               | 0                     | 0                     |
| 1980/81 | Bilbao Ath.     | 2.ª Div. B | 7     | -    | -    | -    | -     | 0     | 0     | 0        | 0        | 0      | 0      | 0         | 0         | 0                | 0                | 0                | 0                | 0               | 0               | 0                     | 0                     |
| 1981/82 | Athletic Club   | 1.ª Div.   | 34    | 18   | 4    | 12   | 41    | 11    | 8     | 0        | 0        | 0      | 0      | 0         | 0         | 0                | 0                | 0                | 0                | 0               | 0               | 0                     | 0                     |
| 1982/83 | Athletic Club   | 1.ª Div.   | 34    | 22   | 6    | 6    | 36    | 8     | 4     | 0        | 0        | 0      | 0      | 2         | 3         | 0                | 0                | 0                | 0                | 4               | 6               | 0                     | 0                     |
| 1983/84 | Athletic Club   | 1.ª Div.   | 34    | 20   | 9    | 5    | 30    | 9     | 4     | 4        | 3        | 0      | 0      | 0         | 0         | 2                | 3                | 0                | 0                | 0               | 0               | 0                     | 0                     |
| 1984/85 | Athletic Club   | 1.ª Div.   | 33    | 13   | 15   | 5    | 23    | 12    | 8     | 2        | 3        | 0      | 0      | 0         | 0         | 0                | 0                | 0                | 0                | 4               | 6               | 0                     | 0                     |
| 1985/86 | Athletic Club   | 1.ª Div.   | 34    | 17   | 9    | 8    | 31    | 6     | 5     | 0        | 0        | 0      | 0      | 6         | 6         | 0                | 0                | 0                | 0                | 0               | 0               | 0                     | 0                     |
| 1986/87 | F. C. Barcelona | 1.ª Div.   | 44    | 24   | 15   | 5    | 29    | 2     | 1     | 0        | 0        | 0      | 0      | 8         | 6         | 0                | 0                | 0                | 0                | 0               | 0               | 0                     | 0                     |
| 1987/88 | F. C. Barcelona | 1.ª Div.   | 38    | 15   | 9    | 14   | 44    | 9     | 2     | 0        | 0        | 0      | 0      | 8         | 4         | 0                | 0                | 0                | 0                | 0               | 0               | 0                     | 0                     |
| 1988/89 | F. C. Barcelona | 1.ª Div.   | 36    | 22   | 10   | 4    | 25    | 2     | 7     | 0        | 0        | 9      | 5      | 0         | 0         | 2                | 3                | 0                | 0                | 0               | 0               | 0                     | 0                     |
| 1989/90 | F. C. Barcelona | 1.ª Div.   | 35    | 21   | 5    | 9    | 37    | 7     | 5     | 0        | 0        | 4      | 4      | 0         | 0         | 0                | 0                | 2                | 2                | 0               | 0               | 0                     | 0                     |
| 1990/91 | F. C. Barcelona | 1.ª Div.   | 38    | 25   | 7    | 6    | 33    | 6     | 5     | 0        | 0        | 8      | 10     | 0         | 0         | 2                | 5                | 0                | 0                | 0               | 0               | 0                     | 0                     |
| 1991/92 | F. C. Barcelona | 1.ª Div.   | 38    | 23   | 9    | 6    | 37    | 0     | 0     | 11       | 8        | 0      | 0      | 0         | 0         | 2                | 0                | 0                | 0                | 0               | 0               | 0                     | 0                     |
| 1992/93 | F. C. Barcelona | 1.ª Div.   | 38    | 25   | 8    | 5    | 34    | 6     | 4     | 4        | 4        | 0      | 0      | 0         | 0         | 2                | 2                | 2                | 2                | 0               | 0               | 1                     | 2                     |
| 1993/94 | F. C. Barcelona | 1.ª Div.   | 34    | 22   | 6    | 6    | 37    | 0     | 0     | 12       | 12       | 0      | 0      | 0         | 0         | 0                | 0                | 0                | 0                | 0               | 0               | 0                     | 0                     |
| 1994/95 | Valencia CF     | 1.ª Div.   | 38    | 13   | 12   | 13   | 48    | 10    | 9     | 0        | 0        | 0      | 0      | 0         | 0         | 0                | 0                | 0                | 0                | 0               | 0               | 0                     | 0                     |
| 1995/96 | Valencia CF     | 1.ª Div.   | 39    | 24   | 5    | 10   | 44    | 8     | 8     | 0        | 0        | 0      | 0      | 0         | 0         | 0                | 0                | 0                | 0                | 0               | 0               | 0                     | 0                     |
| 1996/97 | Valencia CF     | 1.ª Div.   | 41    | 15   | 11   | 15   | 56    | 2     | 2     | 0        | 0        | 0      | 0      | 6         | 4         | 0                | 0                | 0                | 0                | 0               | 0               | 0                     | 0                     |
| 1997/98 | Valencia CF     | 1.ª Div.   | 34    | 14   | 7    | 13   | 40    | 6     | 7     | 0        | 0        | 0      | 0      | 0         | 0         | 0                | 0                | 0                | 0                | 0               | 0               | 0                     | 0                     |
|         |                 | TOTALES    | 622   | 333  | 147  | 142  | 625   | 104   | 79    | 33       | 30       | 21     | 19     | 30        | 23        | 10               | 13               | 4                | 4                | 8               | 12              | 1                     | 2                     |

### Selecciones
| Partidos internacionales absolutos (1985-98) | Partidos internacionales absolutos (1985-98) | Partidos internacionales absolutos (1985-98) | Partidos internacionales absolutos (1985-98) | Partidos internacionales absolutos (1985-98) | Partidos internacionales absolutos (1985-98) | Partidos internacionales absolutos (1985-98) | Partidos internacionales absolutos (1985-98) | Partidos internacionales absolutos (1985-98) | Partidos internacionales absolutos (1985-98) | Partidos internacionales absolutos (1985-98) | Partidos internacionales absolutos (1985-98) | Partidos internacionales absolutos (1985-98) | Partidos internacionales absolutos (1985-98) | Partidos internacionales absolutos (1985-98) | Partidos internacionales absolutos (1985-98) |
| #                                            | Rival                                        | Partidos                                     | P.G.                                         | P.E.                                         | P.P.                                         | Titular                                      | Sustituido                                   | Completo                                     | Supl. luego Tit.                             | Goles recibidos                              | GolesRec./Part.                              | Goles Penalti                                | Penaltis fallados                            | Tarj. A.                                     | Tarj. R.                                     |
| -------------------------------------------- | -------------------------------------------- | -------------------------------------------- | -------------------------------------------- | -------------------------------------------- | -------------------------------------------- | -------------------------------------------- | -------------------------------------------- | -------------------------------------------- | -------------------------------------------- | -------------------------------------------- | -------------------------------------------- | -------------------------------------------- | -------------------------------------------- | -------------------------------------------- | -------------------------------------------- |
| 1                                            | Dinamarca                                    | 6                                            | 4                                            | 1                                            | 1                                            | 6                                            | 0                                            | 6                                            | 0                                            | 5                                            | 0,83                                         | 1                                            | 0                                            | 0                                            | 1                                            |
| 2                                            | Albania                                      | 5                                            | 5                                            | 0                                            | 0                                            | 5                                            | 0                                            | 5                                            | 0                                            | 2                                            | 0,40                                         | 0                                            | 0                                            | 1                                            | 0                                            |
| 3                                            | Irlanda del Norte                            | 5                                            | 4                                            | 1                                            | 0                                            | 5                                            | 0                                            | 5                                            | 0                                            | 2                                            | 0,40                                         | 0                                            | 0                                            | 0                                            | 0                                            |
| 4                                            | Bélgica                                      | 5                                            | 3                                            | 2                                            | 0                                            | 5                                            | 0                                            | 5                                            | 0                                            | 4                                            | 0,80                                         | 0                                            | 1                                            | 0                                            | 0                                            |
| 5                                            | Eire                                         | 5                                            | 2                                            | 2                                            | 1                                            | 5                                            | 0                                            | 5                                            | 0                                            | 2                                            | 0,40                                         | 0                                            | 0                                            | 0                                            | 0                                            |
| 6                                            | Yugoslavia                                   | 5                                            | 2                                            | 1                                            | 2                                            | 5                                            | 1                                            | 4                                            | 0                                            | 4                                            | 0,80                                         | 0                                            | 0                                            | 0                                            | 0                                            |
| +                                            | Rumania                                      | 5                                            | 2                                            | 1                                            | 2                                            | 5                                            | 1                                            | 4                                            | 0                                            | 7                                            | 1,40                                         | 0                                            | 0                                            | 0                                            | 0                                            |
| 8                                            | Francia                                      | 5                                            | 0                                            | 1                                            | 4                                            | 5                                            | 0                                            | 5                                            | 0                                            | 9                                            | 1,80                                         | 0                                            | 0                                            | 0                                            | 0                                            |
| 9                                            | Malta                                        | 4                                            | 4                                            | 0                                            | 0                                            | 4                                            | 0                                            | 4                                            | 0                                            | 0                                            | 0,00                                         | 0                                            | 0                                            | 0                                            | 0                                            |
| 10                                           | Islandia                                     | 4                                            | 3                                            | 0                                            | 1                                            | 4                                            | 0                                            | 4                                            | 0                                            | 5                                            | 1,25                                         | 0                                            | 0                                            | 0                                            | 0                                            |
| 11                                           | Austria                                      | 4                                            | 2                                            | 1                                            | 1                                            | 4                                            | 0                                            | 4                                            | 0                                            | 5                                            | 1,25                                         | 0                                            | 0                                            | 0                                            | 0                                            |
| 12                                           | Checoslovaquia                               | 4                                            | 2                                            | 0                                            | 2                                            | 4                                            | 0                                            | 4                                            | 0                                            | 6                                            | 1,50                                         | 0                                            | 0                                            | 1                                            | 0                                            |
| 13                                           | Finlandia                                    | 3                                            | 3                                            | 0                                            | 0                                            | 2                                            | 2                                            | 0                                            | 1                                            | 1                                            | 0,33                                         | 0                                            | 0                                            | 0                                            | 0                                            |
| 14                                           | Polonia                                      | 3                                            | 2                                            | 1                                            | 0                                            | 3                                            | 1                                            | 2                                            | 0                                            | 1                                            | 0,33                                         | 0                                            | 0                                            | 0                                            | 0                                            |
| +                                            | Bulgaria                                     | 3                                            | 2                                            | 1                                            | 0                                            | 3                                            | 0                                            | 3                                            | 0                                            | 2                                            | 0,67                                         | 1                                            | 0                                            | 0                                            | 0                                            |
| +                                            | Suiza                                        | 3                                            | 2                                            | 1                                            | 0                                            | 3                                            | 0                                            | 3                                            | 0                                            | 2                                            | 0,67                                         | 0                                            | 0                                            | 0                                            | 0                                            |
| 17                                           | Uruguay                                      | 3                                            | 1                                            | 2                                            | 0                                            | 3                                            | 2                                            | 1                                            | 0                                            | 3                                            | 1,00                                         | 0                                            | 1                                            | 0                                            | 0                                            |
| 18                                           | Hungría                                      | 3                                            | 1                                            | 1                                            | 1                                            | 3                                            | 1                                            | 2                                            | 0                                            | 3                                            | 1,00                                         | 0                                            | 0                                            | 0                                            | 0                                            |
| +                                            | Inglaterra                                   | 3                                            | 1                                            | 1                                            | 1                                            | 3                                            | 0                                            | 3                                            | 0                                            | 4                                            | 1,33                                         | 0                                            | 0                                            | 0                                            | 0                                            |
| 20                                           | Portugal                                     | 3                                            | 0                                            | 3                                            | 0                                            | 3                                            | 3                                            | 0                                            | 0                                            | 2                                            | 0,67                                         | 0                                            | 0                                            | 0                                            | 0                                            |
| 21                                           | Lituania                                     | 2                                            | 2                                            | 0                                            | 0                                            | 2                                            | 0                                            | 2                                            | 0                                            | 0                                            | 0,00                                         | 0                                            | 0                                            | 0                                            | 0                                            |
| +                                            | Macedonia del Norte                          | 2                                            | 2                                            | 0                                            | 0                                            | 2                                            | 0                                            | 2                                            | 0                                            | 0                                            | 0,00                                         | 0                                            | 0                                            | 0                                            | 0                                            |
| +                                            | Armenia                                      | 2                                            | 2                                            | 0                                            | 0                                            | 2                                            | 0                                            | 2                                            | 0                                            | 0                                            | 0,00                                         | 0                                            | 0                                            | 0                                            | 0                                            |
| +                                            | Chipre                                       | 2                                            | 2                                            | 0                                            | 0                                            | 2                                            | 0                                            | 2                                            | 0                                            | 1                                            | 0,50                                         | 0                                            | 0                                            | 0                                            | 0                                            |
| +                                            | Eslovaquia                                   | 2                                            | 2                                            | 0                                            | 0                                            | 2                                            | 0                                            | 2                                            | 0                                            | 2                                            | 1,00                                         | 0                                            | 0                                            | 0                                            | 0                                            |
| +                                            | Islas Feroe                                  | 2                                            | 2                                            | 0                                            | 0                                            | 2                                            | 0                                            | 2                                            | 0                                            | 3                                            | 1,50                                         | 0                                            | 0                                            | 0                                            | 0                                            |
| 27                                           | Letonia                                      | 2                                            | 1                                            | 1                                            | 0                                            | 2                                            | 0                                            | 2                                            | 0                                            | 0                                            | 0,00                                         | 0                                            | 0                                            | 0                                            | 0                                            |
| +                                            | República Checa                              | 2                                            | 1                                            | 1                                            | 0                                            | 2                                            | 0                                            | 2                                            | 0                                            | 0                                            | 0,00                                         | 0                                            | 0                                            | 0                                            | 0                                            |
| +                                            | Argentina                                    | 2                                            | 1                                            | 1                                            | 0                                            | 2                                            | 0                                            | 2                                            | 0                                            | 2                                            | 1,00                                         | 0                                            | 0                                            | 0                                            | 0                                            |
| +                                            | Suecia                                       | 2                                            | 1                                            | 1                                            | 0                                            | 2                                            | 0                                            | 2                                            | 0                                            | 3                                            | 1,50                                         | 0                                            | 0                                            | 0                                            | 0                                            |
| 31                                           | Brasil                                       | 2                                            | 1                                            | 0                                            | 1                                            | 2                                            | 1                                            | 1                                            | 0                                            | 1                                            | 0,50                                         | 0                                            | 0                                            | 0                                            | 0                                            |
| 32                                           | Alemania                                     | 2                                            | 0                                            | 2                                            | 0                                            | 2                                            | 1                                            | 1                                            | 0                                            | 1                                            | 0,50                                         | 0                                            | 0                                            | 0                                            | 0                                            |
| 33                                           | Alemania Federal                             | 2                                            | 0                                            | 1                                            | 1                                            | 2                                            | 0                                            | 2                                            | 0                                            | 4                                            | 2,00                                         | 0                                            | 0                                            | 0                                            | 0                                            |
| 34                                           | Italia                                       | 2                                            | 0                                            | 0                                            | 2                                            | 2                                            | 0                                            | 2                                            | 0                                            | 3                                            | 1,50                                         | 0                                            | 0                                            | 0                                            | 0                                            |
| 35                                           | URSS                                         | 1                                            | 1                                            | 0                                            | 0                                            | 1                                            | 0                                            | 1                                            | 0                                            | 0                                            | 0,00                                         | 0                                            | 0                                            | 0                                            | 0                                            |
| +                                            | Argelia                                      | 1                                            | 1                                            | 0                                            | 0                                            | 1                                            | 0                                            | 1                                            | 0                                            | 0                                            | 0,00                                         | 0                                            | 0                                            | 0                                            | 0                                            |
| +                                            | Grecia                                       | 1                                            | 1                                            | 0                                            | 0                                            | 1                                            | 1                                            | 0                                            | 0                                            | 0                                            | 0,00                                         | 0                                            | 0                                            | 0                                            | 0                                            |
| +                                            | Luxemburgo                                   | 1                                            | 1                                            | 0                                            | 0                                            | 1                                            | 1                                            | 0                                            | 0                                            | 0                                            | 0,00                                         | 0                                            | 0                                            | 0                                            | 0                                            |
| +                                            | EE. UU.                                      | 1                                            | 1                                            | 0                                            | 0                                            | 1                                            | 1                                            | 0                                            | 0                                            | 0                                            | 0,00                                         | 0                                            | 0                                            | 0                                            | 0                                            |
| +                                            | Chile                                        | 1                                            | 1                                            | 0                                            | 0                                            | 1                                            | 0                                            | 1                                            | 0                                            | 0                                            | 0,00                                         | 0                                            | 0                                            | 0                                            | 0                                            |
| +                                            | Bolivia                                      | 1                                            | 1                                            | 0                                            | 0                                            | 1                                            | 0                                            | 1                                            | 0                                            | 1                                            | 1,00                                         | 0                                            | 0                                            | 0                                            | 0                                            |
| +                                            | Corea del Sur                                | 1                                            | 1                                            | 0                                            | 0                                            | 1                                            | 0                                            | 1                                            | 0                                            | 1                                            | 1,00                                         | 0                                            | 0                                            | 0                                            | 0                                            |
| 43                                           | Alemania Oriental                            | 1                                            | 0                                            | 1                                            | 0                                            | 1                                            | 1                                            | 0                                            | 0                                            | 0                                            | 0,00                                         | 0                                            | 0                                            | 0                                            | 0                                            |
| +                                            | Escocia                                      | 1                                            | 0                                            | 1                                            | 0                                            | 1                                            | 0                                            | 1                                            | 0                                            | 0                                            | 0,00                                         | 0                                            | 0                                            | 0                                            | 0                                            |
| +                                            | Noruega                                      | 1                                            | 0                                            | 1                                            | 0                                            | 1                                            | 0                                            | 1                                            | 0                                            | 0                                            | 0,00                                         | 0                                            | 0                                            | 0                                            | 0                                            |
| +                                            | Paraguay                                     | 1                                            | 0                                            | 1                                            | 0                                            | 1                                            | 0                                            | 1                                            | 0                                            | 0                                            | 0,00                                         | 0                                            | 0                                            | 0                                            | 0                                            |
| +                                            | Países Bajos                                 | 1                                            | 0                                            | 1                                            | 0                                            | 1                                            | 0                                            | 1                                            | 0                                            | 1                                            | 1,00                                         | 0                                            | 0                                            | 0                                            | 0                                            |
| +                                            | CEI                                          | 1                                            | 0                                            | 1                                            | 0                                            | 1                                            | 0                                            | 1                                            | 0                                            | 1                                            | 1,00                                         | 0                                            | 0                                            | 0                                            | 0                                            |
| +                                            | México                                       | 1                                            | 0                                            | 1                                            | 0                                            | 1                                            | 0                                            | 1                                            | 0                                            | 1                                            | 1,00                                         | 0                                            | 0                                            | 0                                            | 0                                            |
| 50                                           | Croacia                                      | 1                                            | 0                                            | 0                                            | 1                                            | 1                                            | 1                                            | 0                                            | 0                                            | 2                                            | 2,00                                         | 0                                            | 0                                            | 0                                            | 0                                            |
| +                                            | Nigeria                                      | 1                                            | 0                                            | 0                                            | 1                                            | 1                                            | 0                                            | 1                                            | 0                                            | 3                                            | 3,00                                         | 0                                            | 0                                            | 0                                            | 0                                            |
|                                              | TOTALES                                      | 126                                          | 70 (55,56 %)                                 | 33 (26,19 %)                                 | 23 (18,25 %)                                 | 125                                          | 18                                           | 107                                          | 1                                            | 99                                           | 0,79                                         | 2                                            | 2                                            | 2                                            | 1                                            |

## Palmarés

### Títulos nacionales
| Título             | Club            | País   | Año  |
| ------------------ | --------------- | ------ | ---- |
| Campeonato de Liga | Athletic Club   | España | 1983 |
| Campeonato de Liga | Athletic Club   | España | 1984 |
| Copa               | Athletic Club   | España | 1984 |
| Supercopa          | Athletic Club   | España | 1984 |
| Copa               | F. C. Barcelona | España | 1988 |
| Copa               | F. C. Barcelona | España | 1990 |
| Campeonato de Liga | F. C. Barcelona | España | 1991 |
| Supercopa          | F. C. Barcelona | España | 1991 |
| Campeonato de Liga | F. C. Barcelona | España | 1992 |
| Supercopa          | F. C. Barcelona | España | 1992 |
| Campeonato de Liga | F. C. Barcelona | España | 1993 |
| Campeonato de Liga | F. C. Barcelona | España | 1994 |

### Títulos internacionales
| Título              | Club            | Sede      | Año  |
| ------------------- | --------------- | --------- | ---- |
| Recopa de Europa    | F. C. Barcelona | Berna     | 1989 |
| Copa de Europa      | F. C. Barcelona | Londres   | 1992 |
| Supercopa de Europa | F. C. Barcelona | Barcelona | 1992 |

### Distinciones individuales
IFFHS: mejor portero del mundo.
- 9.º Mejor Portero del mundo de los últimos 25 años (1987-2011).
- 7.º Mejor Portero del Año 1988 según la IFFHS.
- 5.º Mejor Portero del Año 1989 según la IFFHS.
- 9.º Mejor Portero del Año 1990 según la IFFHS.
- 8.º Mejor Portero del Año 1991 según la IFFHS.
- 2.º Mejor Portero del Año 1992 según la IFFHS.
- 4.º Mejor Portero del Año 1993 según la IFFHS.
- 9.º Mejor Portero del Año 1995 según la IFFHS.
- 8.º Mejor Portero del Año 1996 según la IFFHS.

Trofeo Zamora.
- 1 Trofeo Zamora (F. C. Barcelona, temporada 1986-1987).

Comité Olímpico Español.
- Orden Olímpica, otorgada por el Comité Olímpico Español el 28/12/1995.

Real Orden del Mérito Deportivo.
- Medalla de Oro de la Real Orden del Mérito Deportivo, otorgada por el Consejo Superior de Deportes (1994)[19]

Revista Don Balón.
- Mejor Portero de la Liga española de la temporada 1996-1997.

## Filmografía
- Reportaje en Fiebre Maldini (26-2-2018), «La carrera de Zubizarreta» en Movistar+.
- Reportaje en Fiebre Maldini (26-2-2018), «Zubizarreta, la caída de un mito» en Movistar+.